# Chikilidae
Los chiquílidos (Chikilidae) son una familia de anfibios gimnofiones que consta de un solo género: Chikila.

## Distribución
Su área de distribución comprende estas tierras: Arunachal Pradesh, Assam, Meghalaya, Nagaland y Tripura en la India y Sylhet, en Bangladés; quizás también se encuentre presente en el adyacente Birmania.

## Características
Un análisis genético de los especímenes recolectados tras múltiples expediciones de búsqueda en el noreste de la India dio como resultado que la especie conocida hasta entonces como Gegeneophis fulleri en realidad representaba un nuevo linaje de cecilias que se separó del resto en la época de los dinosaurios; por tanto, se ha colocado en un nuevo género y una nueva familia de cecilias.

## Especies
Se conocen las siguientes:
- Chikila alcocki Kamei, Gower, Wilkinson & Biju, 2013
- Chikila darlong Kamei, Gower, Wilkinson & Biju, 2013
- Chikila fulleri (Alcock, 1904)
- Chikila gaiduwani Kamei, Gower, Wilkinson & Biju, 2013